# Čretvež
Čretvež je naselje u slovenskoj Općini Zreču. Čretvež se nalazi u pokrajini Štajerskoj i statističkoj regiji Savinjskoj. 

## Stanovništvo
Prema popisu stanovništva iz 2002. godine naselje je imalo 39 stanovnika.